# Kattekampen
De Kattekampen is een vooroorlogse woonwijk in het noordelijk deel van Randenbroek in Amersfoort. De ligging is ten zuidoosten van de stadskern van Amersfoort.
De Kattekampen bestaan uit de Zwaanstraat, Kalkoenstraat, Pauwstraat, Reigerstraat en gedeelten van de Heiligenbergerweg en de Bisschopsweg.
In 1924 werden de eerste huizen van de buurt gebouwd. Aan overkant van de Heiligenbergerbeek, langs de Bisschopsweg werd de wijk De Luiaard gebouwd. Na in 1929 een brug over de beek werd gebouwd, werd het één wijk. Rond 1930 werden de andere huizen gebouwd.
In 1945 werd de brug over de Heiligenbergerbeek door de Duitsers opgeblazen, maar deze is weer opgebouwd.
De Kattekampen ligt naast het Park Randenbroek, en vlak bij het centrum van Amersfoort. In het midden van de wijk staat een Amerikaanse eik, met daaromheen "het pleintje". De wijk ligt dicht bij het Euterpeplein.

## Activiteiten
Omdat in de wijk iedereen elkaar kent, kunnen er veel activiteiten worden georganiseerd, zoals het buurtvoetbal, waarbij de meiden uit de buurt tegen de meiden van de aanliggende wijk 'De Luiaards' voetballen, en zo ook de jongens tegen de jongens, mannen tegen de mannen, en vrouwen tegen de vrouwen.